# Vodní elektrárna Sigalda
Vodní elektrárna Sigalda je vodní elektrárna na Islandu v blízkosti Sprengisanduru. Stavěna byla v letech 1973 a 1977 firmou Landsvirkjun. Elektrárna je řízena pracovníky vodní elektrárny Hrauneyjafoss. Napájena je vodou z nádrže Sigöldulón, kterou tvoří řeka Tungnaá.